# Рообімаа
Ро́обімаа (ест. Roobimaa järv, Roobimäe järv, Pangalaht) — природне озеро в Естонії, у волості Ляене-Сааре повіту Сааремаа.

## Розташування
Рообімаа належить до Західно-острівного суббасейну Західноестонського басейну.
Озеро лежить на південний схід від села  Метсапере.
Акваторія водойми входить до складу заказника Карала-Пілґузе (Karala-Pilguse hoiuala).

## Опис
Загальна площа озера становить 10,2 га. Довжина — 700 м, ширина — 200 м. Найбільша глибина — 1 м. Довжина берегової лінії — 2 275 м.